# Pterogenia ornata
Pterogenia ornata är en tvåvingeart som beskrevs av Willi Hennig 1940. Pterogenia ornata ingår i släktet Pterogenia och familjen bredmunsflugor.
Artens utbredningsområde är Taiwan. Inga underarter finns listade i Catalogue of Life.